# Lavinio Lido di Enea

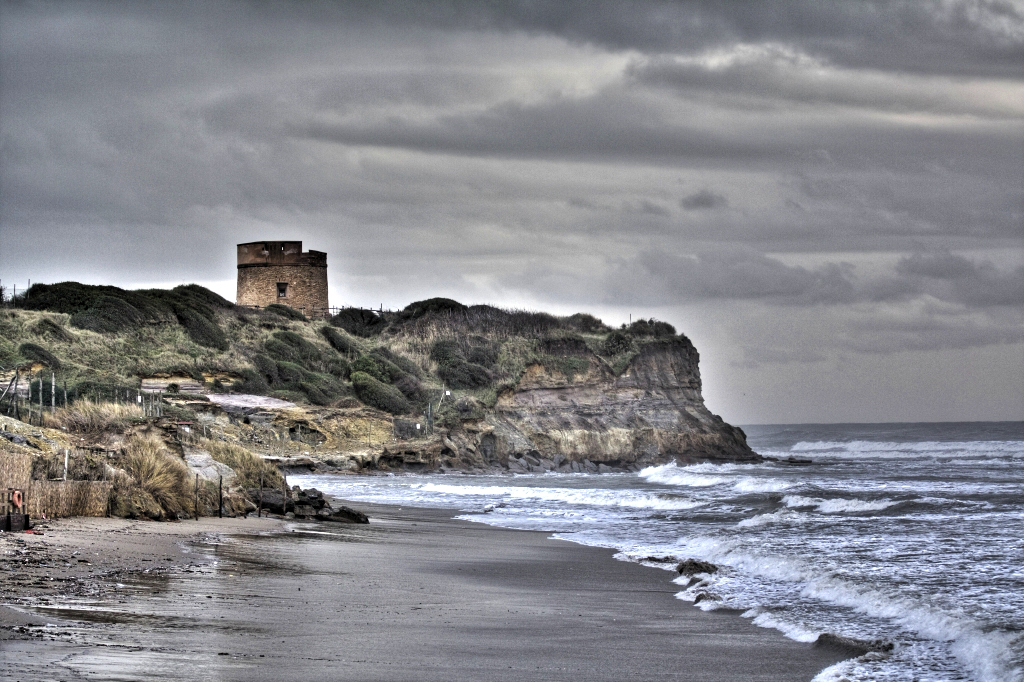
Regional Natural Reserve of Tor Caldara.

Lavinio - Lido di Enea (ciudad metropolitana de Roma Capital) es un centro turístico-residencial en la costa de la región de Lacio. Forma parte del municipio de Anzio y se encuentra a unos 50 km de Roma.
Es conocido por sus playas, que se caracterizan por la arena fina y clara, donde hay una veintena de instalaciones de baño privado, y también las playas libres. Se anima especialmente durante los meses de verano, cuando está poblada principalmente por los residentes romanos que pasan sus vacaciones de verano.
- Datos: Q1157164
- Multimedia: Lavinio / Q1157164